# Toploader
Toploader är ett brittiskt rockband från Eastbourne, startat 1997.
Toploader är mest kända för deras cover på King Harvests sång, "Dancing in the Moonlight" som nådde topp 10 på UK Singles Chart.

## Karriär
År 2000 var Toploader ett av de mest populäraste brittiska alternativa banden, men deras popularitet bleknade snabbt när band som Coldplay och Muse intog scenen. Bandet splittrades år 2003, när de var så gott som bortglömda. År 2009 återförenades dock bandet och är sedan dess verksamt.
Joe Washbourne skrev låten "Goldrush" för filmen The Skeleton Key från 2005.
Toploaders låt "Dancing in the Moonlight" kan höras i filmen Eva & Adam – fyra födelsedagar och ett fiasko.

### Medlemmar
Nuvarande medlemmar
- Joseph "Joe" Washbourne – sång, keyboard
- Daniel "Dan" Hipgrave – gitarr
- Matt Knight – basgitarr
- Rob Green – trummor

Tidigare medlemmar
- Julian Deane – gitarr (1997–2003)

## Diskografi

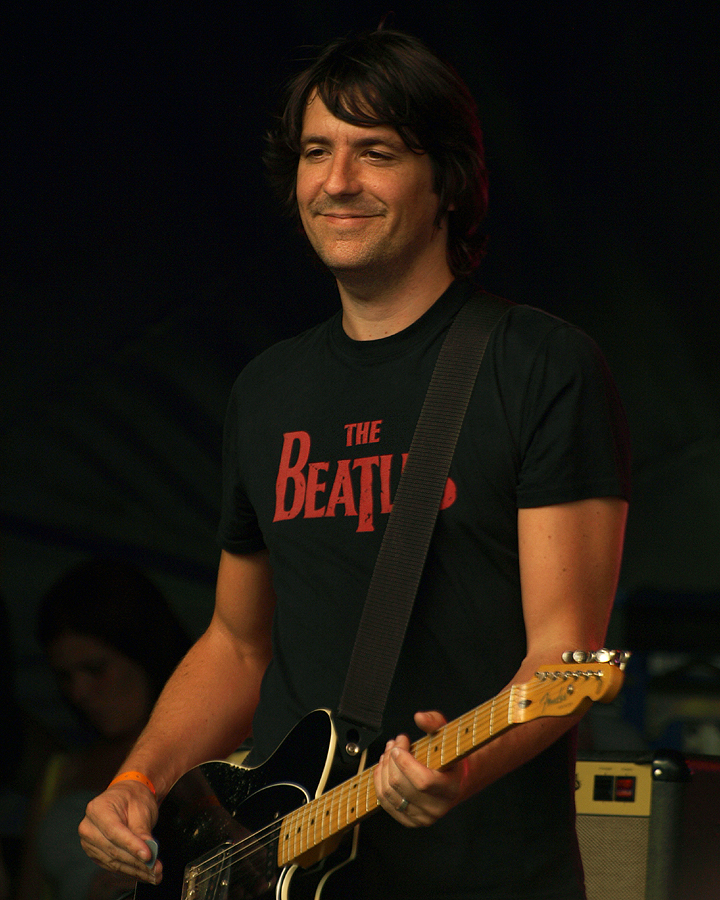
Dan Hipgrave vid Godiva Festival 2009.

### Album
Studioalbum
- Onka's Big Moka (2000)
- Magic Hotel (2002)
- Only Human (2011)
- Seeing Stars (2017)

Samlingsalbum
- Dancing in the Moonlight – The Best of Toploader (2009)

### Singlar
- "Let The People Know" (1999)
- "Dancing in the Moonlight" (2000)
- "Achilles Heel" (2000)
- "Just Hold On" (2000)
- "Only For A While" (2001)
- "Time Of My Life" (2002)
- "Some Kind Of Wonderful" (2002)
- "Never Stop Wondering" (2011)
- "A Balance To All Things" (2011)
- "She Said" (2011)
- "This is the Night" (2013)
- "Roll with the Punches" (2017)